# Musée de la pharmacie de Université de Bâle

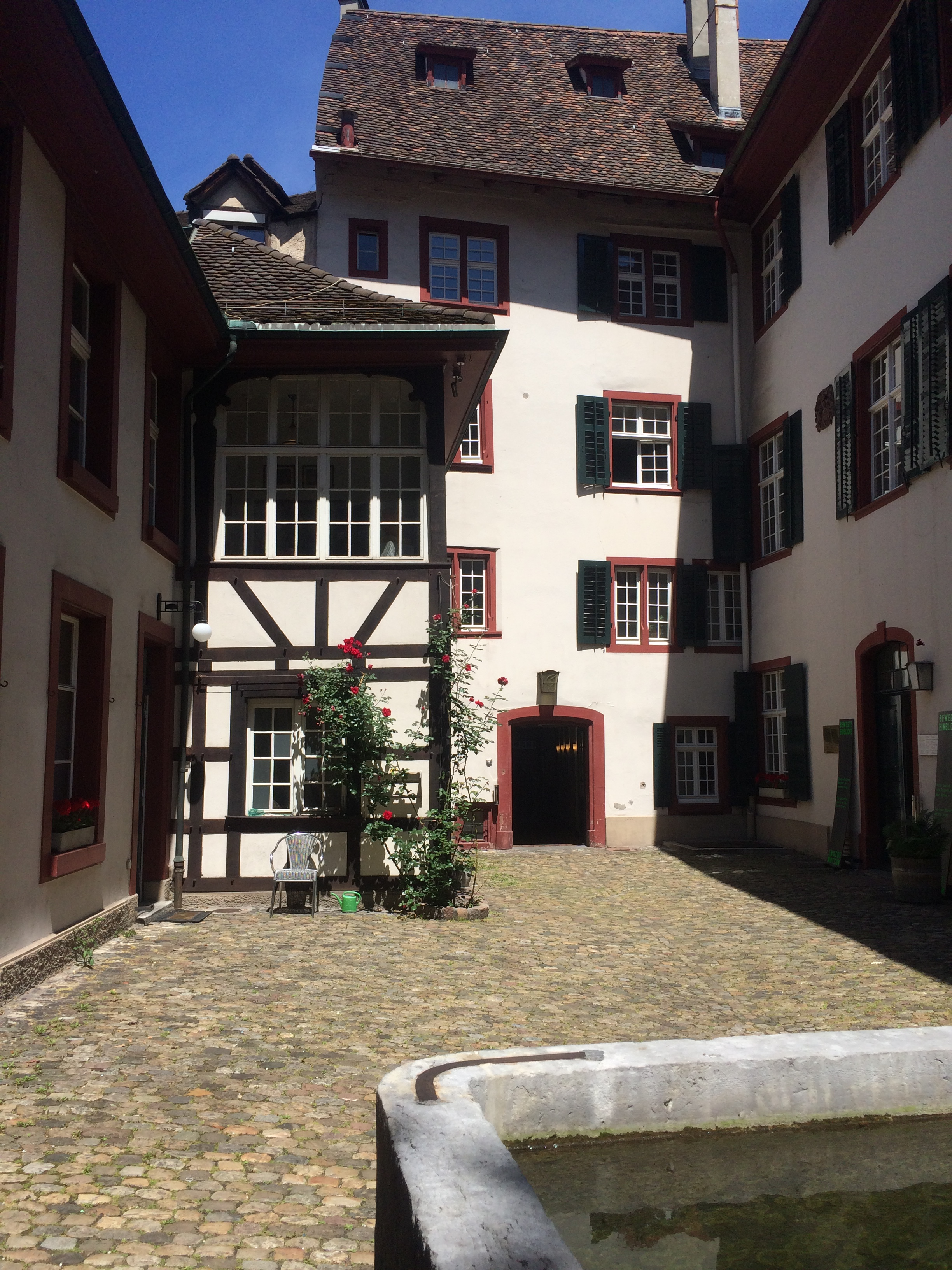
Musée de la pharmacie de Bâle; vue de la cour interieure. À droite, la maison nommée « Zum Sessel »

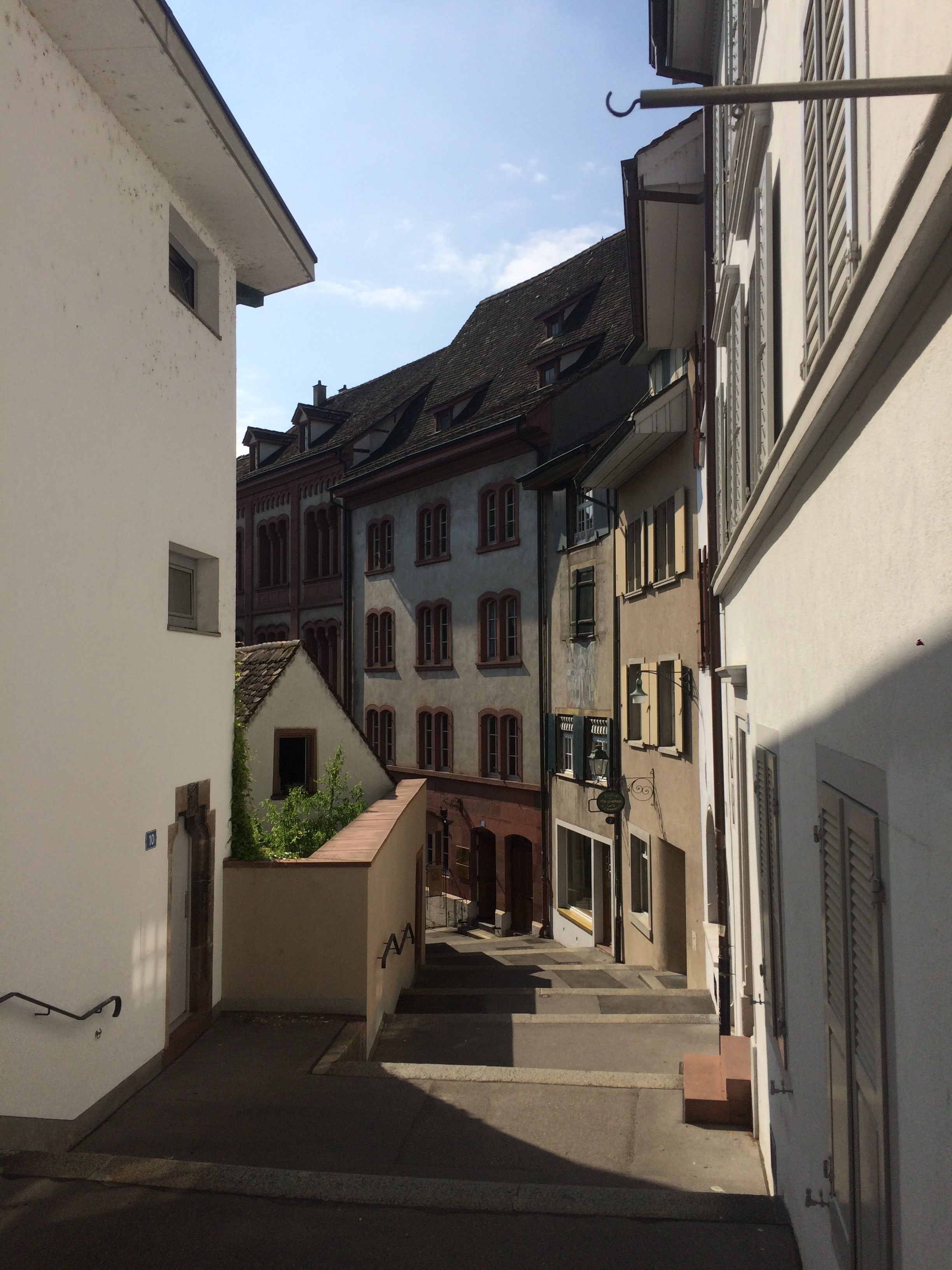
Vue du Totengässlein ; au milieu, la maison nommée « Zum Sessel » et l'entrée au musée

Le Musée de la pharmacie de l'université de Bâle (Pharmaziemuseum der Universität Basel; ci-devant Pharmazie-Historisches Museum der Universität Basel, initialement Sammlung für das historische Apothekenwesen) montre dans l'exposition permanente l'histoire des médicaments et de leur production. Il a été fondé en 1924 par Josef Anton Häfliger (1873–1954) comme une collection universitaire d'études et de pièces justificatives. Jusqu'à ce jour, il a été conservé dans sa forme originelle de cabinet scientifique.
En matière de l'histoire de la pharmacie, le musée contient une des plus grandes et remarquables collections du monde. On y trouve de la faïence, des mobiliers entiers de vieilles pharmacies, un laboratoire de recherche alchimique, des mortiers, des trousses de pharmacie, des livres, des médicaments anciens et toutes sortes d'ustensiles de production pharmaceutique.

## Histoire
Au cœur de la vieille ville de Bâle, à mi-chemin entre la Marktplatz (place du marché) et la Peterskirche (église Saint-Pierre), est située la maison « Zum Vorderen Sessel ». Mentionnée déjà en 1316 comme lieu des bains publics « Unter Krämern », la maison a été le lieu d'une histoire très variée. À partir de 1480, l'imprimeur Johannes Amerbach, ancêtre d'une célèbre famille de savants, y a habité. En 1507, la maison a été reprise par Johannes Frobenius, le plus célèbre imprimeur de cette époque. Erasmus von Rotterdam a été l'hôte de Froben à la maison « Zum Vorderen Sessel » de 1514 à 1516 où il a trouvé un lieu accueillant pour travailler et vivre.
Les imprimeurs ont été rejoints par de célèbres illustrateurs, dont Hans Holbein le Jeune, son frère Ambrosius et le graveur Urs Graf der Ältere. En 1526 et 1527, le nouveau médecin de famille de Froben a pratiqué en ce lieu : Theophrastus von Hohenheim, tantôt arrivé à Bâle et déjà célèbre, nommé par lui-même Paracelsus.

Dès 1925, la maison « Zum Sessel » abrite le musée de la pharmacie de l'université de Bâle. Le musée a pour objet de rehausser l'histoire de la pharmacie dans ses aspects scientifiques et folkloriques et aussi dans son versant de l'histoire de l'art. 

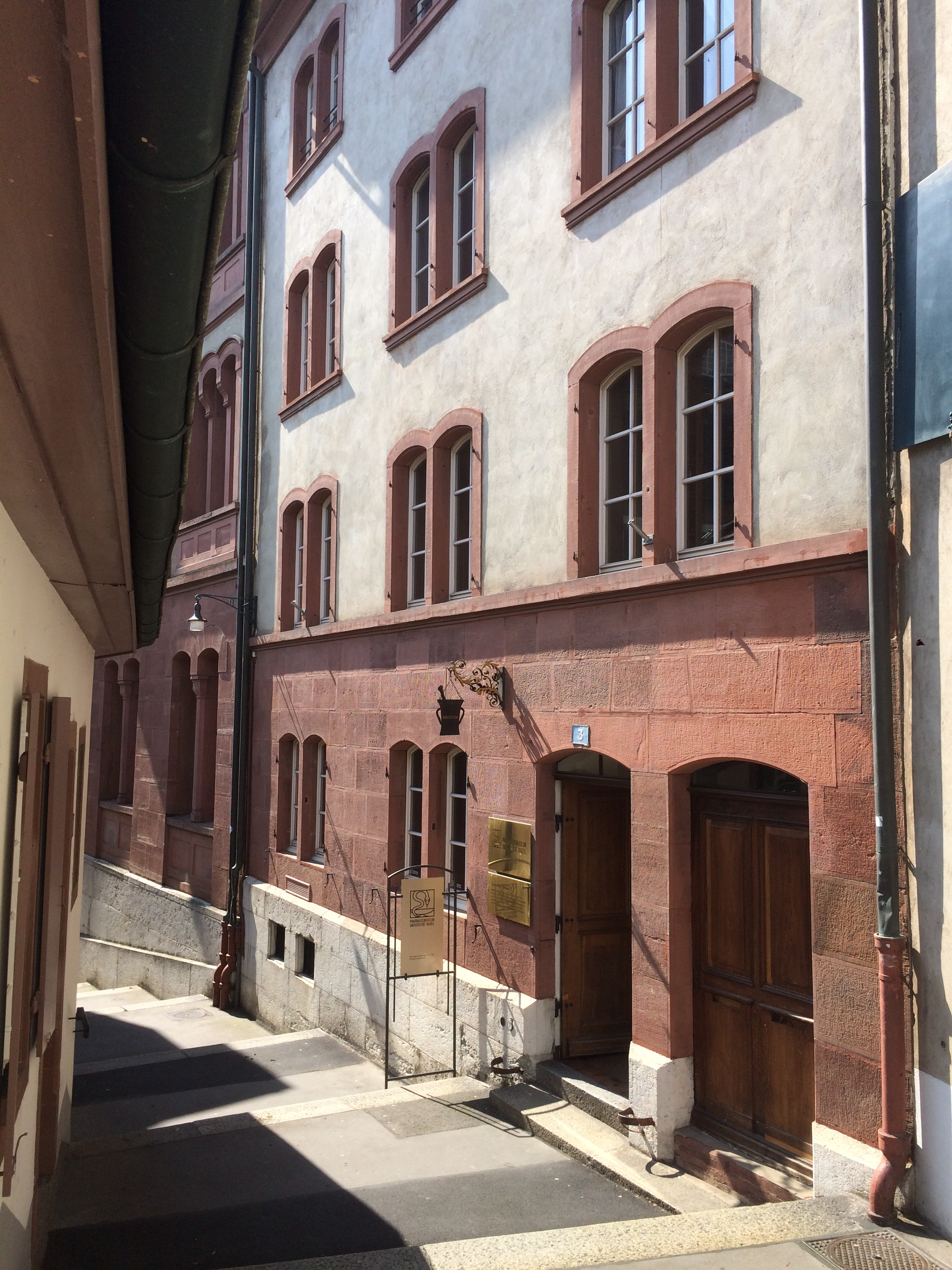
L'entrée au musée de la pharmacie

## Fondateur et conservateurs
- 1924 : Josef Anton Häfliger (Fondateur)
- 1942–1972 : Alfons Lutz
- 1972–1979 : Lydia Mez-Mangold
- 1979–1986 : Laurentia Leon
- 1986–2018 : Michael Kessler
- Directeur dès janvier 2020 : Philippe Wanner (2018–2020 conservateur par intérim)

## Collection
Le musée vient d'une époque où des collections d'objets matériels étaient toujours un élément central de l'enseignement et de la recherche scientifique. Il a son origine dans la collection privée de Josef Anton Häfliger (1873-1954), pharmacien et lecteur de pharmacie pratique et d'histoire de la pharmacie. En 1924 il a donné sa collection de vieux récipients de pharmacie, médicaments obsolètes, prescriptions, gravures, tableaux et livres à l'université. Heinrich Zörnig, directeur du département de pharmacie fondé en 1917, mit à disposition plusieurs salles d'exposition. En mettant la collection dans l'établissement du département de pharmacie, Häfliger pouvait initier ses étudiants à la pharmacie pratique au travers des cheminements historiques. Les objets servaient comme matériel scolaire pour l'enseignement de l'histoire de la pharmacie et des technologies de fabrication des médicaments. La collection a surgi en connexion avec les développements historiques dans la pratique pharmaceutique, car dans la première moitié du 20e siècle toute la pharmacie - de la recherche à la fabrication jusqu'à la vente des médicaments - était l'objet d'une profonde transformation.

## Exposition

### Médicaments

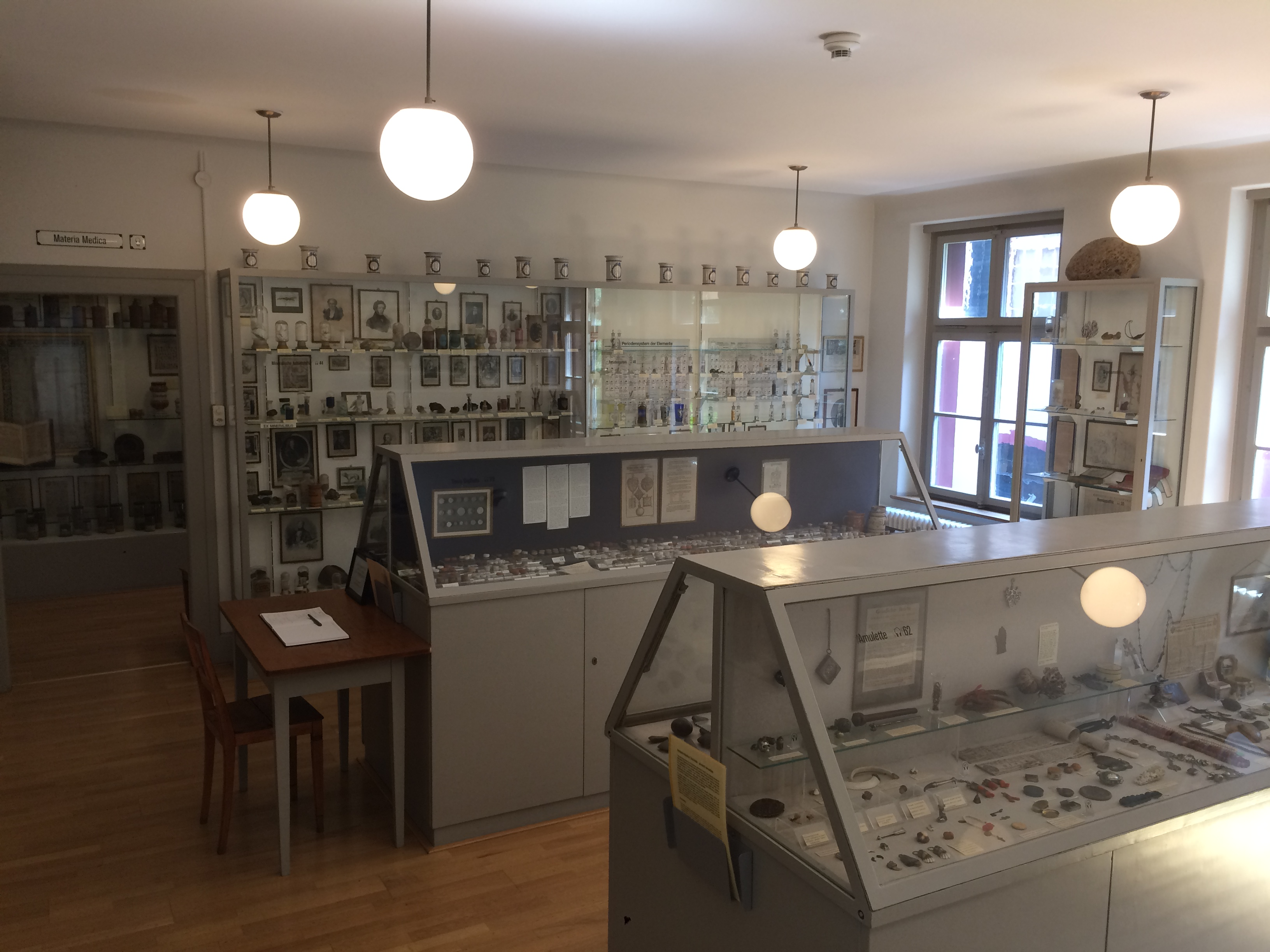
Vue de la salle d'exposition «Materia medica obsoleta»

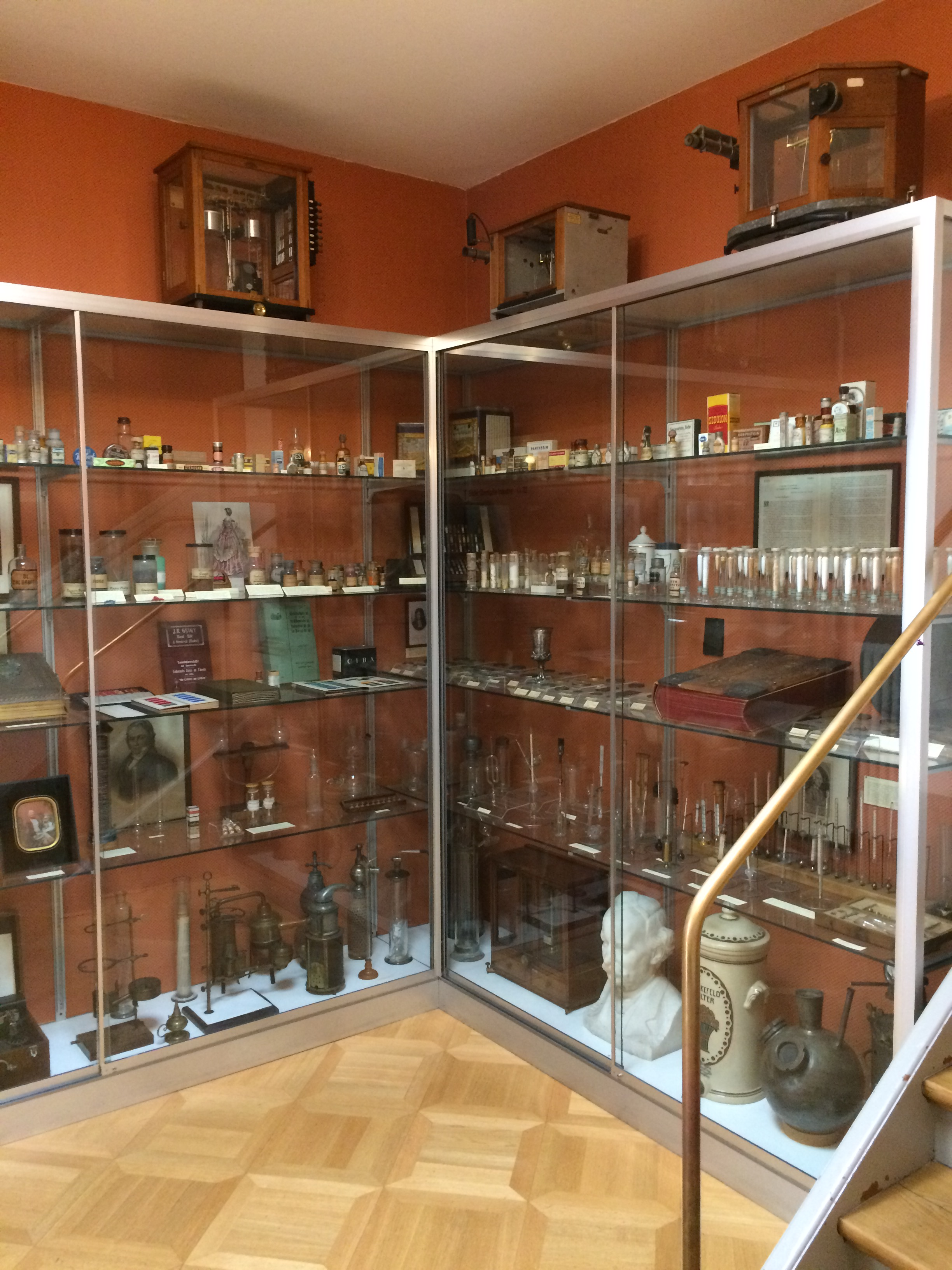
Vue de la salle d'exposition sur l'histoire industrielle du 19e siècle

Une vaste collection des médicaments du monde entier, qui étaient en usage anciennement, concrétise des conceptions différentes des maladies au fil du temps.

### Laboratoires
Parmi les deux laboratoires historiques de l'exposition, le laboratoire de recherche alchimique avec des pièces d'exposition originales des 16e et 17e siècles atteste la recherche de la pierre philosophale. Dans le laboratoire de l'époque aux environs de 1800, on peut voir des ustensiles pour la préparation des plantes médicinales.

### Officines
Trois ameublements des officines retracent le changement d'heure : la pharmacie de cour d'Innsbruck, abondamment décorée, date des environs de 1755. La pharmacie datant de 1820 se présente en style et manière classique de l'empire. Et l'entrée dans l'ère industrielle est représentée par l'ameublement de l'ancienne «Barfüsser-Apotheke» à la veille du 20e siècle. Aujourd'hui c'est l'entrée et la boutique du musée.

### Faïence

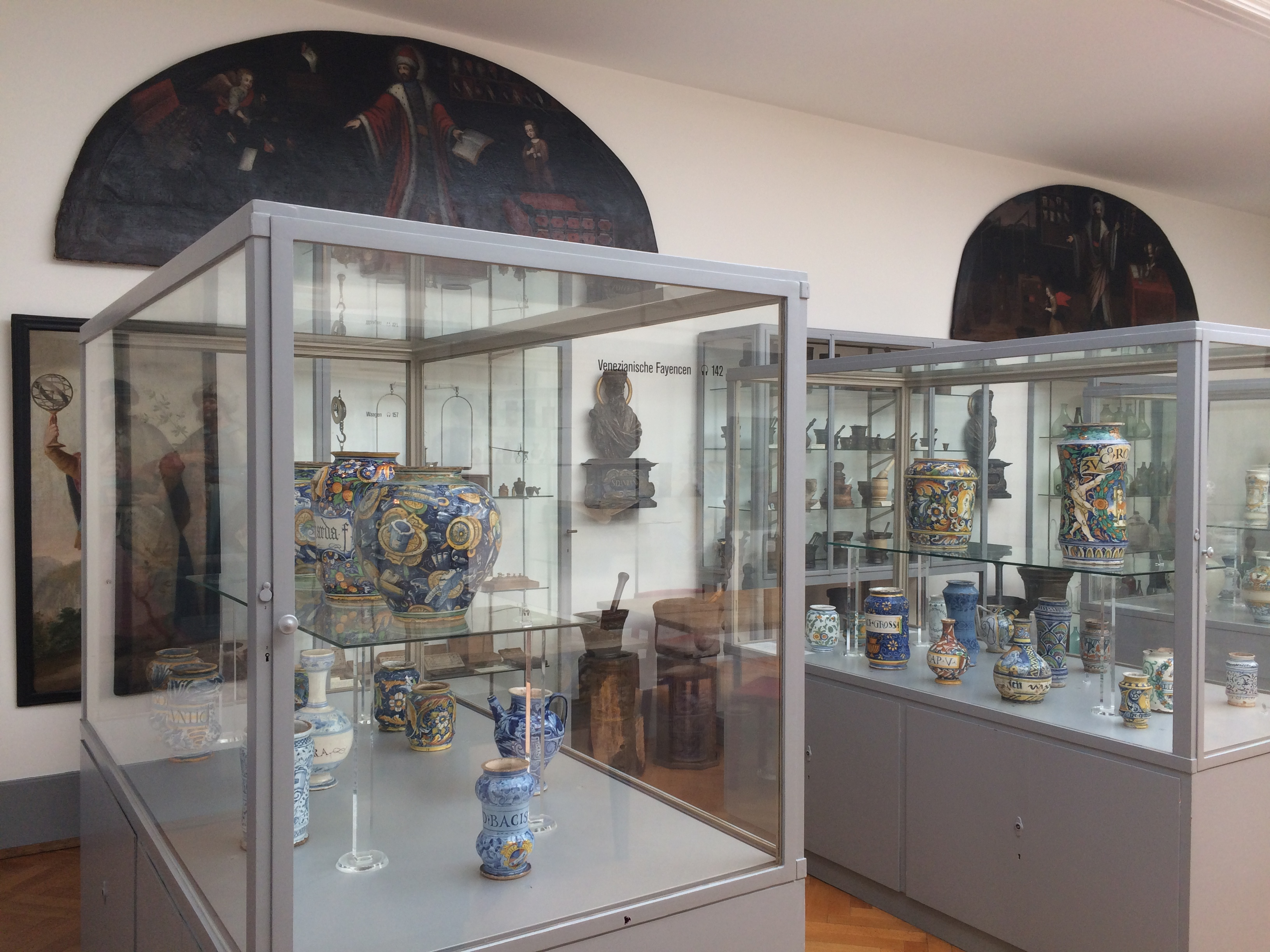
Vue de la collection de faïence dans la salle d'exposition « Vasensaal »

Le musée montre une collection renommée de céramiques pharmaceutiques. Dès le 15e siècle, la faïence a été utilisée pour la conservation des matériaux et médicaments dans les pharmacies.

## Recherche
En étant un des deux musées universitaires de Bâle, le musée de la pharmacie s'oblige de participer activement à la recherche et l'enseignement scientifique. Il y a des cours réguliers sur l'histoire de la pharmacie, l'histoire des sciences naturelles et des sciences de la vie. En outre, le musée de la pharmacie cultive l'exploration scientifique de l'histoire de la pharmacie et de la recherche liée à l'objet et à la collection.

## Bibliothèque
Le musée contient une bibliothèque scientifique où on peut trouver de la littérature et des informations sur la pharmacie, ses sciences connexes et leur histoire. En outre, il y a des informations qui originellement n'étaient pas objet d'archivage (compendia des médicaments, brochures publicitaires, tableaux des prix, etc.). La bibliothèque est une bibliothèque de référence, dont il n'est pas possible d'emprunter les livres. L'utilisation de la bibliothèque est gratuite. Parmi le catalogue du réseau des bibliothèques (Bibliotheksverbund) on peut consulter l'inventaire : / Swissbib Katalog.

## Boutique du musée

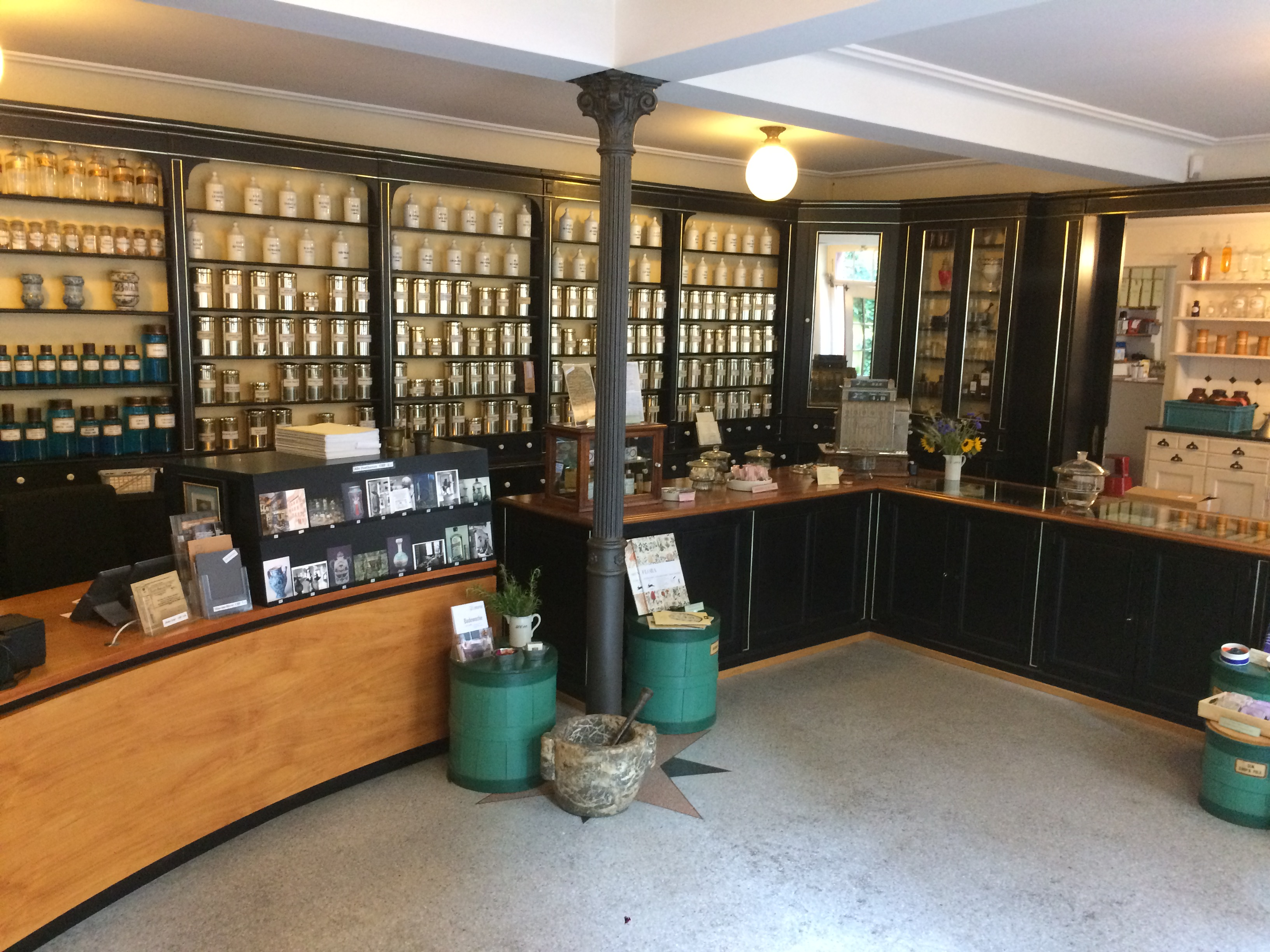
Boutique du musée

Aujourd'hui, dans l'ameublement de la vieille « Barfüsser-Apotheke », on trouve la boutique du musée. Elle l'offre des créations de tisane, des herbes, des sucreries, des vaisseaux pharmaceutiques, des savons, des cadeaux, des souvenirs et des publications du musée. L'entrée à la boutique du musée est gratuite.

## Heures d'ouverture, billets d'entrée et visites guidées
Le musée est ouvert du mardi au dimanche, de 10 h 00 à 17 h 00. Le lundi et les jours fériés le musée reste fermé.
Le billet d'entrée autorise le visiteur à rendre visite aussi au Musée anatomique de l'université de Bâle (le billet est valable le même jour ou le prochain jour d'ouverture). Pour les collaborateurs et étudiants de l'université de Bâle, l'entrée est libre dans les deux musées.
Le premier dimanche du mois, à 14 h 00, une visite guidée publique est proposée.

## Littérature (en allemand)
- Häfliger, Josef Anton: Pharmazeutische Altertumskunde und die Schweizerische Sammlung für historisches Apothekenwesen an der Universität Basel. Zurich 1931.
- Häfliger, Josef Anton: Das Apothekenwesen Basels. Bâle 1938.
- Lutz, Alfons: Josef Anton Häfliger, der Begründer der pharmazeutischen Altertumskunde (1873-1954). Dans: Basler Jahrbuch 1956, S. 125–129.
- Lutz, Alfons, und Mez-Mangold, Lydia: Schweizerisches Pharmazie-Historisches Museum in Basel. Berne 1968 et 1974.
- Mez-Mangold Lydia: Aus der Geschichte des Medikaments. Bâle 1972.
- Olonetzky, Beny, und Mez-Mangold, Lydia: Die Sammlung: Darstellung alter Arztinstrumente, Apotheker-Gefässe, Mikroskope, Einnehmelöffel, Terra sigillata, Amulette […]. Stuttgart 1980.
- Kessler, Michael, und Mez-Mangold, Lydia: Womit der Apotheker einst hantierte. Bâle 1975 et 1990.
- Gugger, Beat, und Kessler, Michael: Revolution: Apothekerkunst und Industrieprozess. Bâle 1996.
- Kessler, Michael, et al.: Strömung, Kraft und Nebenwirkung; Eine Geschichte der Basler Pharmazie. Bâle 2002.
- Kessler, Michael, et al.: Leben am Totengässlein. Das Pharmazie-Historische Museum Basel im Haus "Zum Sessel". Bâle 2002 et 2015.
- Kluge, Martin: Mit Kräutersud und Gottvertrauen. Bâle 2008.

## Publications en auto-édition du musée (en allemand)
- Kluge, Martin: Drachen in der Medizin. Reale Arznei aus irrealen Wesen. Catalogue d'exposition; Bâle 2005.
- Häner, Flavio, und Kessler, Michael: Lust, Leid und Wissen. Eine Geschichte der Syphilis und ihrer Therapie. Catalogue d'exposition; Bâle 2008.
- Kluge, Martin: Mit Kräutersud und Gottvertrauen. Bâle 2008.
- Mischke, Jürgen:  Mumienharz und Schädelmoos. Der Mensch als Arzneimittel. Bâle 2010.
- Valerius-Mahler, Christiane: Kickstart. Koffein im Blut. Catalogue d'exposition; Bâle 2012.
- Valerius-Mahler, Christiane: Strahlung. Die zwei Gesichter der Radioaktivität. Catalogue d'exposition; Bâle 2014.
- Kessler, Michael, et al.: Leben am Totengässlein. Das Pharmazie-Historische Museum Basel im Haus "Zum Sessel". Bâle 2002 et 2015.
- Kessler, Michael: Zur Frage nach psychotropen Stoffen im Rauch von brennendem Gummiharz der Boswellia sacra. Dissertation, Bâle 1989; nouvelle édition 2019.